# La Trinité (Manche)
La Trinité ist eine französische Gemeinde mit 401 Einwohnern (Stand 1. Januar 2022) im Département Manche in der Region Normandie. Sie gehört zum Kanton Villedieu-les-Poêles-Rouffigny und zum Arrondissement Saint-Lô.
Sie grenzt im Norden an Villedieu-les-Poêles-Rouffigny mit Rouffigny, im Osten an Chérencé-le-Héron, im Süden an La Chaise-Baudouin, im Südwesten an Le Parc mit Sainte-Pience und im Westen an Bourguenolles.

## Bevölkerungsentwicklung
| Jahr      | 1962 | 1968 | 1975 | 1982 | 1990 | 1999 | 2008 | 2018 |
| --------- | ---- | ---- | ---- | ---- | ---- | ---- | ---- | ---- |
| Einwohner | 444  | 408  | 339  | 327  | 309  | 312  | 387  | 392  |

## Sehenswürdigkeiten

Kirche Saint-Trinité

- Kirche Saint-Trinité